# Arthur Gomes (fotbollsspelare)
Arthur Gomes Lourenço, född 3 juli 1998, känd som Arthur Gomes (brasiliansk portugisiska: [aɾtˈuɾ ˈgomɨs]) eller helt enkelt Arthur, är en brasiliansk fotbollsspelare som spelar som forward för den portugisiska klubben Sporting.

## Klubbkarriär

### Santos
Arthur Gomes föddes i Uberlândia i Minas Gerais, och gick med i Santos akademi i november 2012, efter att ha spelat för São Paulo, Uberlândia och Poliesportivo. I januari 2015 skrev han på ett tvåårigt proffsavtal med Santos.
I september 2016, efter Gabriel Barbosas övergång till Internazionale, flyttades Arthur Gomes upp för att träna med A-laget av managern Dorival Júnior. Han ingick först i en matchdagstrupp den 19 oktober, i en Copa do Brasil-match mot Internacional, men förblev på bänken i bortaförlusten 0–2.
Den 6 november 2016 gjorde Arthur Gomes sin debut i Inter och Série A, då han kom in som ersättare för Jean Mota i en 2–1-bortavinst mot Ponte Preta. Den 4 januari, efter att ha varit med i ytterligare en match med huvudtruppen, förnyade han sitt kontrakt till december 2021.
Arthur Gomes gjorde sitt första professionella mål den 3 februari 2017, och gjorde sitt lags fjärde i en 6–2-Campeonato Paulista-vinst mot Linense. Efter att ha spelat sällan under Dorival och Levir Culpi, gjordes han till startspelare av interimtränaren Elano, och gjorde sitt första mål i den högsta ligan den 4 november, då han gjorde det första målet i en 3–1-hemmaseger mot Atlético Mineiro.
Arthur Gomes gjorde sin Copa Libertadores-debut den 1 mars 2018 då han ersatte Jean Mota i en bortaförlust med 2–0 mot Real Garcilaso.

#### Chapecoense (lån)
Den 1 maj 2019 lånades Arthur Gomes ut till Chapecoense till slutet av säsongen.

#### Atlético Goianiense (lån)
Den 23 mars 2021 lånades Arthur Gomes ut till Atlético Goianiense som också spelar i första divisionen, fram till slutet av året. Efter att ha spelat regelbundet lämnade han klubben den 7 augusti efter att ha accepterat ett erbjudande från en utländsk klubb. 

### Estoril
Den 9 augusti 2021 flyttade Arthur Gomes till Europa efter att ha gått med på ett treårskontrakt med portugisiska Primeira Liga-laget Estoril; Santos behöll 50 % av spelarens ekonomiska rättigheter.

### Sporting
Den 1 september 2022 skrev Gomes på ett femårskontrakt med Sporting CP i samma liga, för 2,5 miljoner euro för hälften av sina ekonomiska rättigheter, med ett tillägg av 1,5 miljoner euro. Den 13 september gjorde han sitt första UEFA Champions League-mål, då han säkrade Sportings 2-0-seger mot Tottenham Hotspur efter att ha ersatt Marcus Edwards i den 90:e minuten.

## Karriärstatistik
| Klubb                     | Säsong       | Liga          | Liga  | Liga | Stat-liga | Stat-liga | Cup   | Cup | Kontinentalt | Kontinentalt | Annat | Annat | Totalt | Totalt |
| Klubb                     | Säsong       | Division      | Match | Mål  | Match     | Mål       | Match | Mål | Match        | Mål          | Match | Mål   | Match  | Mål    |
| ------------------------- | ------------ | ------------- | ----- | ---- | --------- | --------- | ----- | --- | ------------ | ------------ | ----- | ----- | ------ | ------ |
| Santos                    | 2016         | Série A       | 2     | 0    | —         | —         | 0     | 0   | —            | —            | —     | —     | 2      | 0      |
| Santos                    | 2017         | Série A       | 11    | 2    | 5         | 1         | 1     | 0   | 0            | 0            | —     | —     | 17     | 3      |
| Santos                    | 2018         | Série A       | 13    | 0    | 16        | 3         | 3     | 0   | 5            | 1            | —     | —     | 37     | 4      |
| Santos                    | 2019         | Série A       | 0     | 0    | 3         | 0         | 0     | 0   | 0            | 0            | —     | —     | 3      | 0      |
| Santos                    | 2020         | Série A       | 22    | 2    | 10        | 2         | 1     | 0   | 3            | 0            | —     | —     | 36     | 4      |
| Santos                    | 2021         | Série A       | 0     | 0    | 2         | 0         | 0     | 0   | 0            | 0            | —     | —     | 2      | 0      |
| Santos                    | Total        | Total         | 48    | 4    | 36        | 6         | 5     | 0   | 8            | 1            | —     | —     | 97     | 11     |
| Chapecoense (lån)         | 2019         | Série A       | 30    | 4    | —         | —         | —     | —   | —            | —            | —     | —     | 30     | 4      |
| Atlético Goianiense (lån) | 2021         | Série A       | 12    | 1    | 9         | 3         | 4     | 0   | 3            | 0            | —     | —     | 28     | 4      |
| Estoril                   | 2021–22      | Primeira Liga | 28    | 2    | —         | —         | 0     | 0   | —            | —            | 0     | 0     | 28     | 2      |
| Estoril                   | 2022–23      | Primeira Liga | 4     | 1    | —         | —         | 0     | 0   | —            | —            | 0     | 0     | 4      | 1      |
| Estoril                   | Total        | Total         | 32    | 3    | —         | —         | —     | —   | —            | —            | —     | —     | 32     | 3      |
| Sporting CP               | 2022–23      | Primeira Liga | 0     | 0    | 0         | 0         | 0     | 0   | 1            | 1            | —     | —     | 1      | 1      |
| Career total              | Career total | Career total  | 122   | 12   | 45        | 9         | 9     | 0   | 12           | 2            | 0     | 0     | 188    | 23     |